# Cage the Elephant (альбом)
Cage the Elephant — дебютний студійний альбом американського рок гурту Cage the Elephant, виданий в Європі 23 червня 2008 та в США 24 березня 2009. Американська асоціація компаній звукозапису визнала його платиновим.

## Список композицій
Автор музики і слів Cage the Elephant. 
| #     | Назва                          | Тривалість |
| ----- | ------------------------------ | ---------- |
| 1.    | «In One Ear»                   | 4:01       |
| 2.    | «James Brown»                  | 3:20       |
| 3.    | «Ain't No Rest for the Wicked» | 2:55       |
| 4.    | «Tiny Little Robots»           | 4:10       |
| 5.    | «Lotus»                        | 3:16       |
| 6.    | «Back Against the Wall»        | 3:48       |
| 7.    | «Drones in the Valley»         | 2:27       |
| 8.    | «Judas»                        | 3:26       |
| 9.    | «Back Stabbin' Betty»          | 3:39       |
| 10.   | «Soil to the Sun»              | 3:17       |
| 11.   | «Free Love»                    | 3:28       |
| 37:47 |                                |            |

| Бонус-трек для CagetheElephant.com | Бонус-трек для CagetheElephant.com | Бонус-трек для CagetheElephant.com |
| #                                  | Назва                              | Тривалість                         |
| ---------------------------------- | ---------------------------------- | ---------------------------------- |
| 12.                                | «Cover Me Again»                   | 3:15                               |

## Учасники запису
| - Метт Шульц — вокал - Бред Шульц — ритм-гітара - Джаред Чемпіон — ударні - Деніел Тіченор — бас-гітара, бек-вокал - Лінкольн Періш — соло-гітара | - Джей Джойс — продюсер - Джейсон Холл — звукорежисер - Гові Вайнберг — мастеринг |